# 恐竜広場 (福井市)
恐竜広場（きょうりゅうひろば）は、福井県福井市中央1丁目の福井駅西口前にあるオープンスペース。恐竜を模したモニュメントが設置されていることからこの名称がある。2015年3月7日に、同月14日の北陸新幹線金沢開業にあわせて「恐竜王国福井」をPRするために開設された。

## 展示内容
フクイラプトル・フクイサウルス・フクイティタンの3種類の恐竜を実物大で生態復元したモニュメントや、福井駅駅舎壁面への恐竜イラストのラッピング、同じく駅舎壁面を破って恐竜が出てくるように見えるトリックアート、実物大の足跡化石などが含まれている。

## アクセス
福井駅から徒歩1分。